# Starique de Cassin
Ptychoramphus aleuticus
Genre
Espèce
Statut de conservation UICN

 LC  : Préoccupation mineure
Le Starique de Cassin (Ptychoramphus aleuticus) est une espèce d'oiseaux de mer du Pacifique nord, apparenté au guillemot et aux pingouins. Le genre de cette espèce est considéré comme monotypique.

## Étymologie
Le terme aleuticus signifie de haute mer, comme halieutique. Le nom normalisé de cette espèce rend hommage à John Cassin, un homme d'affaires et naturaliste de Pennsylvanie.

## Histoire évolutive
Un fossile d'une espèce apparentée, datée de la fin du Pliocène et nommée Ptychoramphus tenuis, a été découvert dans la formation de San Diego (en).

## Taxinomie
D'après la classification de référence (version 14.1, 2024) de l'Union internationale des ornithologues, le Starique de Cassin possède 2 sous-espèces :
- Ptychoramphus aleuticus aleuticus (Pallas, 1811) ;
- Ptychoramphus aleuticus australis Van Rossem, 1939.